# Ủy viên trưởng Ủy ban Thường vụ Đại hội Đại biểu Nhân dân Toàn quốc
Ủy viên trưởng Ủy ban Thường vụ Đại hội Đại biểu Nhân dân Toàn quốc (giản thể: 全国人民代表大会常务委员会委员长; phồn thể: 全國人民代表大會常務委員會委員長; bính âm: Quánguó Rénmín Dàibiǎo Dàhuì Chángwù Wěiyuánhuì Wěiyuánzhǎng; Hán Việt: Toàn quốc Nhân dân Đại biểu Đại hội Thường vụ Ủy viên hội Ủy viên trưởng) là người đứng đầu cơ quan thường trực - tức Ủy ban Thường vụ Đại hội Đại biểu Nhân dân Toàn quốc của cơ quan lập pháp nước Cộng hòa Nhân dân Trung Hoa - tức Đại hội Đại biểu Nhân dân Toàn quốc. Chức vụ này có thể hiểu là Chủ tịch Quốc hội của Trung Quốc. Ủy viên trưởng Ủy ban Thường vụ hiện nay là ông Triệu Lạc Tế.
Từ năm 1998 đến năm 2013, vị trí được xếp hạng thứ 2 trong hệ thống chính trị Trung Quốc kể từ khi Lý Bằng không ứng cử nhiệm kỳ thứ 3 làm Thủ tướng năm 1998 và sau đó là Phó Thủ tướng Ngô Bang Quốc cũng không được cơ cấu làm thủ tướng mà là Phó thủ tướng thứ 4 quốc vụ viện Ôn Gia Bảo nên ông Ngô nhận chức Ủy viên trưởng và xếp cao hơn ông Ôn trong Bộ chính trị. Trong danh sách xếp hạng trong Đảng, Ủy viên trưởng Ủy ban Thường vụ thường được xếp dưới chức vụ Tổng Bí thư và Chủ tịch nước và ngang bằng với chức Thủ tướng Quốc vụ viện, việc phân biệt hơn kém giữa chức Ủy viên Trưởng và Thủ tướng  chủ yếu dựa vào thứ tự của các nhân vật này trong ban Thường vụ Bộ Chính trị.
Khác với Thủ tướng Quốc vụ viện luôn luôn được cơ cấu trong Thường vụ Bộ Chính trị, Ủy viên trưởng Ủy ban Thường vụ không nhất thiết phải là Ủy viên Thường vụ Bộ Chính trị. Các Ủy viên trưởng: Bành Chân, Vạn Lý đều không là Ủy viên Thường vụ Bộ Chính trị. Điều này cho thấy chức vụ này có tính "hình thức " hơn chức vụ Thủ tướng.
Ủy viên Trưởng Ủy ban Thường vụ cùng với Chủ tịch nước, Thủ tướng Quốc vụ viện và Chủ tịch Chính Hiệp được gọi là " Lãnh đạo Cấp Chính Quốc ".

## Quyền hạn
Theo Hiến pháp Ủy viên trưởng chủ trì cuộc họp của Ủy ban Thường vụ và công việc của Ủy ban Thường vụ, trong mỗi phiên họp xây dựng một dự thảo chương trình nghị sự cho cuộc họp chuyển tới Ủy ban Thường vụ. Ủy ban Thường vụ sẽ xem xét hoặc quyết định tại phiên họp toàn thể, hướng dẫn, phối hợp công việc của Ủy ban trong công việc thường nhật.
Các Phó Ủy viên trưởng và Tổng thư ký có trách nhiệm giúp đỡ Ủy viên trưởng. Ủy viên trưởng có thể ủy thác cho Phó Ủy viên trưởng có quyền hạn nhất định của mình. Ủy viên trưởng có trách nhiệm như Nguyên thủ quốc gia khi Chủ tịch nước, Phó Chủ tịch nước không thể đảm đương được công việc hoặc bị trống trong thời gian bầu cử cho tới khi Chủ tịch và Phó Chủ tịch có thể đảm đương được công việc hay bầu ra được Chủ tịch mới.
Năm 1975, tại Đại hội Đại biểu Nhân dân Toàn quốc khóa 4 Ủy viên trưởng kiêm nhiệm chức vụ Chủ tịch nước tới năm 1983 khi chức vụ được tái lập.
Ủy viên trưởng có nhiệm kỳ 5 năm, sau năm 1982 quy định không được phục vụ quá 2 nhiệm kỳ.
Kể từ sau thời kỳ Kiều Thạch thì Ủy viên trưởng do 1 thành viên của Ban Thường vụ Bộ Chính trị đảm trách.

## Danh sách các Ủy viên trưởng qua từng thời kỳ
Nguyên thủ Quốc gia trong thời kỳ Hiến pháp 1975 và Hiến pháp 1978)
Các thế hệ lãnh đạo
      Thế hệ thứ nhất
      Thế hệ thứ hai
      Thế hệ thứ ba
      Thế hệ Hồ Cẩm Đào - Ôn Gia Bảo
      Thế hệ Tập Cận Bình - Lý Khắc Cường
| Thứ tự | Ủy viên trưởng | Ủy viên trưởng                   | khóa                   | Từ                         | Đến                 |
| ------ | -------------- | -------------------------------- | ---------------------- | -------------------------- | ------------------- |
| 1      |                | Lưu Thiếu Kỳ 刘少奇              | 1                      | 15 tháng 9 năm 1954        | 28 tháng 4 năm 1959 |
| 2      |                | Nguyên soái Chu Đức 朱德         | 2                      | 28 tháng 4 năm 1959        | 4 tháng 1 năm 1965  |
| 2      | 3              | Nguyên soái Chu Đức 朱德         | 4 tháng 1 năm 1965     | 17 tháng 1 năm 1975        |                     |
| 2      | 4              | Nguyên soái Chu Đức 朱德         | 17 tháng 1 năm 1975    | 6 tháng 7 năm 1976         |                     |
| —      | 4              |                                  | Tống Khánh Linh 宋庆龄 | 6 tháng 7 năm 1976 (quyền) | 5 tháng 3 năm 1978  |
| 3      |                | Nguyên soái Diệp Kiếm Anh 叶剑英 | 5                      | 5 tháng 3 năm 1978         | 18 tháng 6 năm 1983 |
| 4      |                | Bành Chân 彭真                   | 6                      | 18 tháng 6 năm 1983        | 13 tháng 4 năm 1988 |
| 5      |                | Vạn Lý 万里                      | 7                      | 13 tháng 4 năm 1988        | 27 tháng 3 năm 1993 |
| 6      |                | Kiều Thạch 乔石                  | 8                      | 27 tháng 3 năm 1993        | 15 tháng 3 năm 1998 |
| 7      |                | Lý Bằng 李鹏                     | 9                      | 15 tháng 3 năm 1998        | 15 tháng 3 năm 2003 |
| 8      |                | Ngô Bang Quốc 吴邦国             | 10                     | 15 tháng 3 năm 2003        | 15 tháng 3 năm 2008 |
| 8      | 11             | Ngô Bang Quốc 吴邦国             | 15 tháng 3 năm 2008    | 14 tháng 3 năm 2013        |                     |
| 9      |                | Trương Đức Giang 张德江          | 12                     | 15 tháng 3 năm 2013        | 17 tháng 3 năm 2018 |
| 10     |                | Lật Chiến Thư 栗战书             | 13                     | 17 tháng 3 năm 2018        | 10 tháng 3 năm 2023 |
| 11     |                | Triệu Lạc Tế 赵乐际              | 14                     | 10 tháng 3 năm 2023        | Hiện tại            |